# Ferrari 166 S
De Ferrari 166 S is een sportwagen van het Italiaanse automerk Ferrari. De auto was in grote lijnen gebaseerd op de Ferrari 125 S. Er werd ook een versie voor de openbare weg geproduceerd, de 166 Inter. Er zijn slechts drie 166 S-en geproduceerd, de auto werd al snel vervangen door de 166 Mille Miglia. De 166 S beschikte over een nieuwe V12, een 2,0 liter grote versie van dezelfde motor die in de 125 S en de 159 S gemonteerd was.
De eerste Ferrari 166 S werd onthuld tijdens de Turin Auto Show in september 1948.

## Overwinningen
- 1948: Targa Florio
- 1948: Mille Miglia